# عالم وعالمة (فلم)
عالم وعالمة فيلم مصري أنتج عام 1983.

## القصة
يعمل "هاشم" مدرسًا في مدينة طنطا. يتردد بعض تلاميذه على فرقة عباس التي تطوف بالموالد. من أفراد هذه الفرقة المغني "وجدي" والراقصة "لولا". ينصح "هاشم" تلاميذه بالابتعاد عن "لولا" والالتفات لدروسهم دون جدوى. يهب للملهى ويطلب من "لولا" عدم السماح للتلاميذ بدخول مسرح الفرقة. يقع "هاشم" في غرام "لولا" ويتجول مع الفرقة.

## الممثلين والشخصيات
| الممثل           | الشخصية            |
| ---------------- | ------------------ |
| نادية الجندي     | أوله العالمه       |
| محمود ياسين      | الأستاذ هاشم       |
| محيي إسماعيل     | وجدي العندليب      |
| وحيد سيف         | عباس كيره          |
| توفيق الدقن      | بعزق شيكو بيكو     |
| رجاء يوسف        | شوشو               |
| زكريا موافي      | المعلم             |
| سيف الله مختار   | سعيد سفلجي         |
| محمود الزهيري    | الأستاذ عبد الفتاح |
| عدوي غيث         | الناظر هاشم        |
| أمل إبراهيم      | لولا الراقصة       |
| هانم محمد        | أم أحمد            |
| صالح الاسكندراني | الصبونجي بيه       |
| شريف منير        | طلعت الصبونجي      |
| وائل نور         | حماده              |
| حسين إبراهيم     | نوفل               |
| ناصر سيف         | حسين المحقق        |
| سميحة محمد       | الجارة نبوية       |